# Axel Quaschni
Axel Quaschni (* 30. Dezember 1948) ist ein deutscher ehemaliger Fußballspieler. In Böhlen und Leipzig betrieb er in der DDR-Liga Zweitligafußball.

## Sportliche Laufbahn
In der Saison 1969/70 spielte Axel Quaschni mit der 2. Mannschaft von Chemie Leipzig in der drittklassigen Bezirksliga, verhalf ihr zum Aufstieg in die DDR-Liga und war am Gewinn des Leipziger Bezirkspokal-Wettbewerbs beteiligt. Zur Saison 1970/71 wechselte er zum Bezirksligisten TSG MAB Schkeuditz, wo er bis 1973 zum Kader gehörte.
Seine erste Spielzeit in der DDR-Liga bestritt Quaschni 1973/74 bei Chemie Böhlen. Er war als rechter Außenstürmer gesetzt und kam in den 22 Ligaspielen 16-mal zum Einsatz. In der Begegnung des 16. Spieltages erzielte er beim 2:1-Sieg seiner Mannschaft über Stahl Riesa II sein erstes Tor in der DDR-Liga. Chemie Böhlen wurde Staffelsieger und beteiligte sich an den Aufstiegsspielen zur DDR-Oberliga. Als vierte von fünf Mannschaften verpasste Chemie Böhlen den Aufstieg, Quaschni war in sieben von acht Aufstiegsspielen eingesetzt worden. 1974/75 konnte er weiter auf der gewohnten Position spielen, verpasste nur zwei der 22 Ligaspiele und kam erneut zu einem Punktspieltor. Obwohl die BSG Chemie Quaschni auch für die Saison 1975/76 nominiert hatte, kam er erst in der Rückrunde zum Einsatz, wo er in acht der neun ausgetragenen Ligaspiele zum Einsatz kam. 1976/77 gehörte Quaschni zum letzten Mal zum DDR-Liga-Aufgebot von Chemie Böhlen. In der Hinrunde kam er noch fünfmal in der DDR-Liga zum Zuge, danach verschwand er endgültig aus der Mannschaft.
Zur Saison 1977/78 wechselte Quaschni zum Bezirksligisten BSG Stahl Nordwest Leipzig. Mit ihm wurde er Bezirksmeister und stieg in die DDR-Liga auf. Dort schaffte es Quaschni nicht, sich einen Stammplatz zu erobern, denn bei seinen elf Einsätzen bei 22 Ligaspielen war er hauptsächlich Einwechselspieler. Einmal war er in einem Ligaspiel Torschütze. Für die BSG Stahl reichte es nicht zum Klassenerhalt. Quaschni blieb weiter im Kader und war 1980 erneut an der Bezirksmeisterschaft und dem Wiederaufstieg beteiligt.
Danach beendete Axel Quaschni im Alter von 31 Jahren seine Laufbahn als Fußballer im Leistungsbereich. Innerhalb von fünf Spielzeiten hatte er 60 Spiele in der DDR-Liga bestritten und dabei drei Tore erzielt.